# Красильников, Дмитрий Данилович
Дмитрий Данилович Красильников (1920—1985) — советский учёный-космофизик, кандидат физико-математических наук (1963).
Известный учёный в области изучения космических лучей сверхвысоких энергий, один из основателей якутской школы космофизиков.

## Биография
Родился 25 октября 1920 года в селе Маралайы Чурапчинского улуса в семье, где было восемь детей.
В 1937 году окончил Чурапчинскую семилетнюю школу. Ещё в годы школьной учёбы привлекался на работу в качестве секретаря сельского совета в родном селе. По окончании школы поступил на рабфак при Якутском педагогическом институте (ныне Северо-Восточный федеральный университет имени М. К. Аммосова) и, окончив его, работал учителем математики и русского языка в неполных средних школах Усть-Алданского и Чурапчинского районов Якутии.
В 1943—1944 годах находился в рядах Красной армии, куда был призван Чурапчинским военкоматом, участник Великой Отечественной войны. В феврале 1944 года был ранен, несколько месяцев находился в госпитале и был из армии комиссован.
Вернувшись на родину, Дмитрий Красильников в ноябре 1944 года поступил на физико-математический факультет Якутского педагогического института. Окончив институт в 1948 году, начал трудовую деятельность в качестве младшего научного сотрудника станции космических лучей при якутской базе Академии наук СССР. Свои исследования начал с изучения метеорологических эффектов в космических лучах. С 1953 года под научным руководством профессора С. И. Никольского предметом исследования Красильникова стали широкие атмосферные ливни (ШАЛ). Для этого в 1954—1958 годах в Якутске для исследования временных вариаций космических лучей а создана экспериментальная установка ШАЛ, на которой начались непрерывные наблюдения.
В 1963 году в научно-исследовательском институте ядерной физики МГУ защитил кандидатскую диссертацию «Большие ионизационные толчки в сферических камерах и энергетический спектр мюонов в области энергий 1011−1013 эВ».
Умер 6 марта 1985 года в Якутске.

## Заслуги
- Награждён многими медалями, в числе которых «За боевые заслуги» и «За победу над Германией в Великой Отечественной войне 1941—1945 гг.». Также награждён бронзовой медалью ВДНХ СССР (1974).
- Удостоен в 1982 году Ленинской премии по науке и технике (в составе коллектива учёных) за участие в цикле работ «Исследование первичного космического излучения сверхвысокой энергии».
- Заслуженный деятель науки Якутской АССР (1968), Заслуженный ветеран Сибирского отделения АН СССР.
- Почётный гражданин Чурапчинского улуса.

## Память
- Именем Д. Д. Красильникова названа улица в городе Якутске и его родном Чурапчинском улусе, где установлен памятник и его имя носит школа.
- В честь 90-летия со дня его рождения Якутской комплексной установке ШАЛ было присвоено имя Дмитрия Даниловича Красильникова.
- В 2020 году торжественно отмечалось столетие учёного, в рамках юбилейных мероприятий в его родном селе был установлен памятный камень.